# Castell de Bratislava
El Castell de Bratislava (en eslovac  Bratislavský hrad (?·pàg.),) se situa al centre històric de la ciutat del mateix nom, la capital d'Eslovàquia.
A la part alta d'un turó rocós, en una posició dominant sobre el riu Danubi, es va començar a construir al segle x. Des d'ell s'ofereix un magnífic panorama de Bratislava. Actualment el Castell alberga el Museu Nacional Eslovac. Dins dels límits del castell es troba també l'edifici que alberga actualment la residència oficial del president de la República Eslovaca.
Les seves quatre torres laterals són considerades com el símbol de la ciutat.